# Badów Górny
Badów Górny (prononciation : [ˈbaduf ˈɡurnɨ]) est un village polonais de la gmina de Mszczonów dans le powiat de Żyrardów de la voïvodie de Mazovie dans le centre-est de la Pologne.
Il se situe à environ 3 kilomètres au sud de Mszczonów (siège de la gmina) , 14 km au sud-est de Żyrardów (siège du powiat) et à 44 km au sud-ouest de Varsovie (capitale de la Pologne).

## Histoire
De 1975 à 1998, le village appartenait administrativement à la voïvodie de Skierniewice.